# Kameralamt Markgröningen

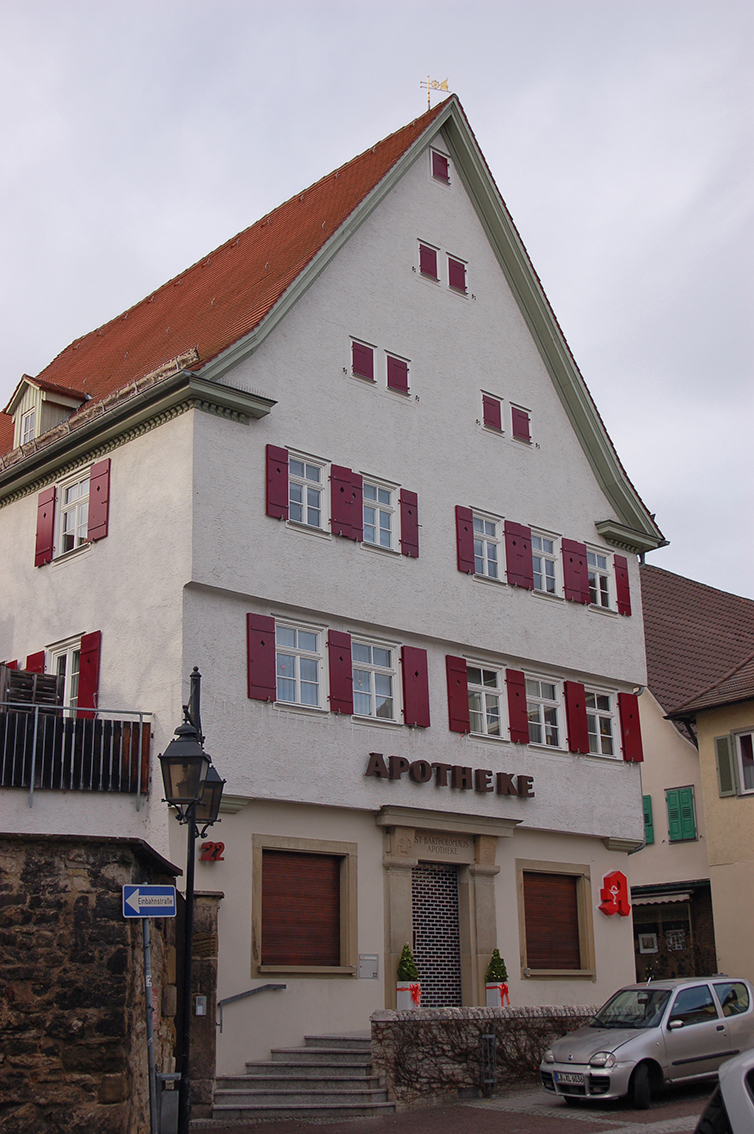
Ehemaliges Kameralamtsgebäude in der Ostergasse

Das Kameralamt Markgröningen war eine Einrichtung des Königreichs Württemberg, die im Amtsbezirk Besitz und Einkommen des Staates verwaltete. Es bestand von 1807 bis 1819 in Markgröningen. Das Kameralamt wurde im Rahmen der Neuordnung der Staatsfinanzverwaltung im Königreich Württemberg geschaffen.

## Geschichte
Im Zuge einer 1807 vollzogenen Verwaltungsreform im jungen Königreich Württemberg wurden die Oberämter neu strukturiert und die Kellereien für staatlichen, geistlichen und landesherrlichen Besitz in neu geschaffenen Kameralämtern zusammengelegt. Dabei wurde das Oberamt Markgröningen aufgelöst und das Kameralamt Markgröningen im Haus Ostergasse 22 eingerichtet, das bislang der Geistlichen Verwaltung gedient hatte. Die zu dem großen Grundstück gehörende Scheune wurde zur Einlagerung von Naturalabgaben aufgestockt. Die Initialen „FR“ über dem Hauseingang erinnern noch an den Initiator der Reform und damaligen Besitzer: den von Napoleon Bonaparte 1806 zum König gekürten „Fridericus Rex“.
Laut Verordnung vom 7. bzw. 14. Juli 1807 wurde dem Kameralamt Markgröningen das Patrimonialamt Unterriexingen zugeteilt. Durch Verfügung vom 26. August 1813 erfolgte die Vereinigung des aufgehobenen Kameralamts Hohenasperg mit dem Kameralamt Markgröningen.
Gemäß Erlass vom 6. Juni 1819 wurde das Kameralamt Markgröningen aufgelöst und dessen Bezirk großteils vom Kameralamt Ludwigsburg einverleibt. Die Amtsorte westlich der Glems wurden den Kameralämtern in Leonberg und Vaihingen zugeordnet:
- an das Kameralamt Leonberg: Hemmingen mit der Hagmühle,
- an das Kameralamt Vaihingen: Hochdorf, Oberriexingen, Unterriexingen und der Pulverdinger Hof.

Nach der Auflösung des Kameralamts wurde das Gebäude 1819 verkauft und wird seither als Apotheke genutzt.